# Fabryka Samochodów Ciężarowych

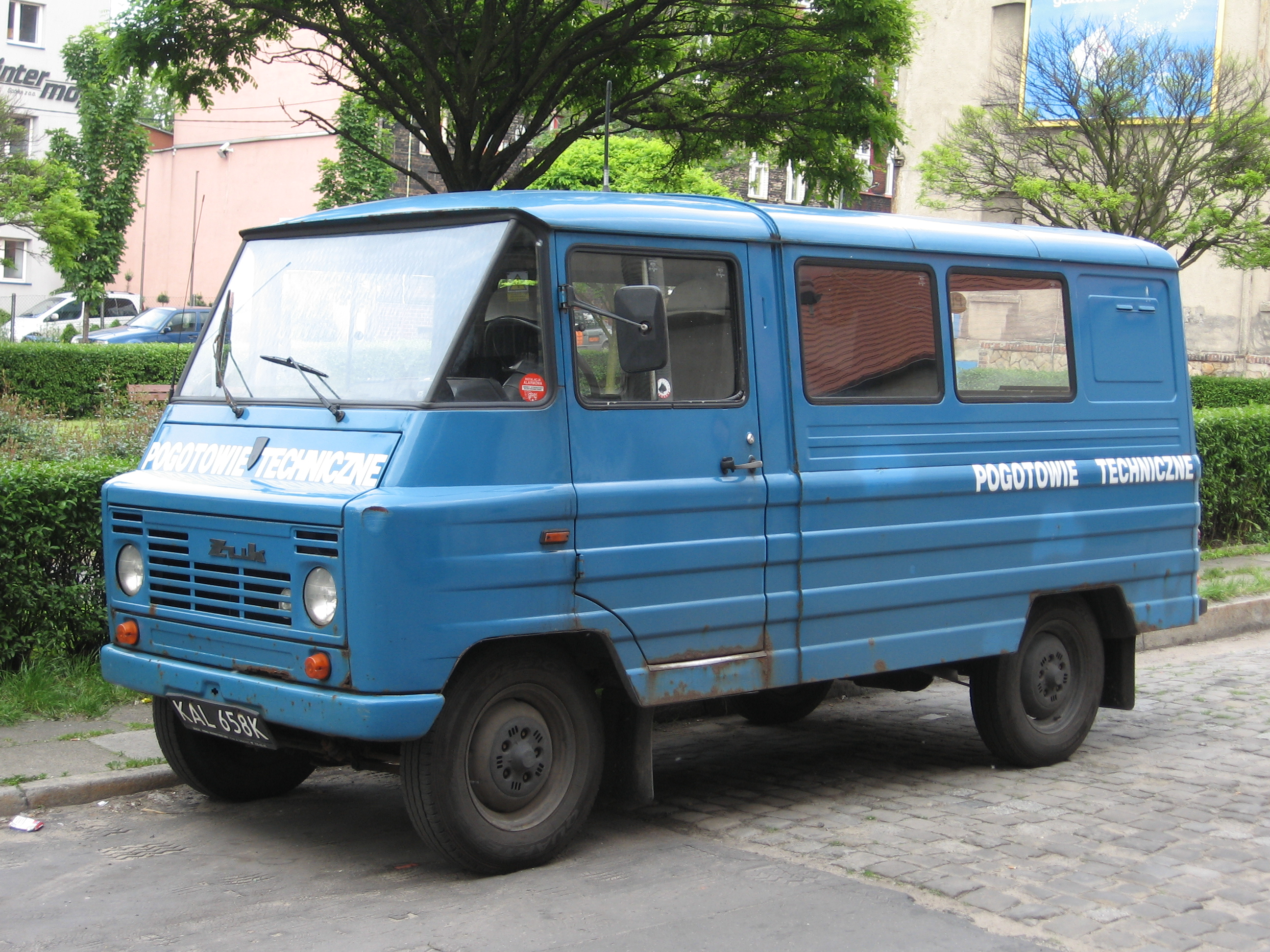
Automobil Żuk

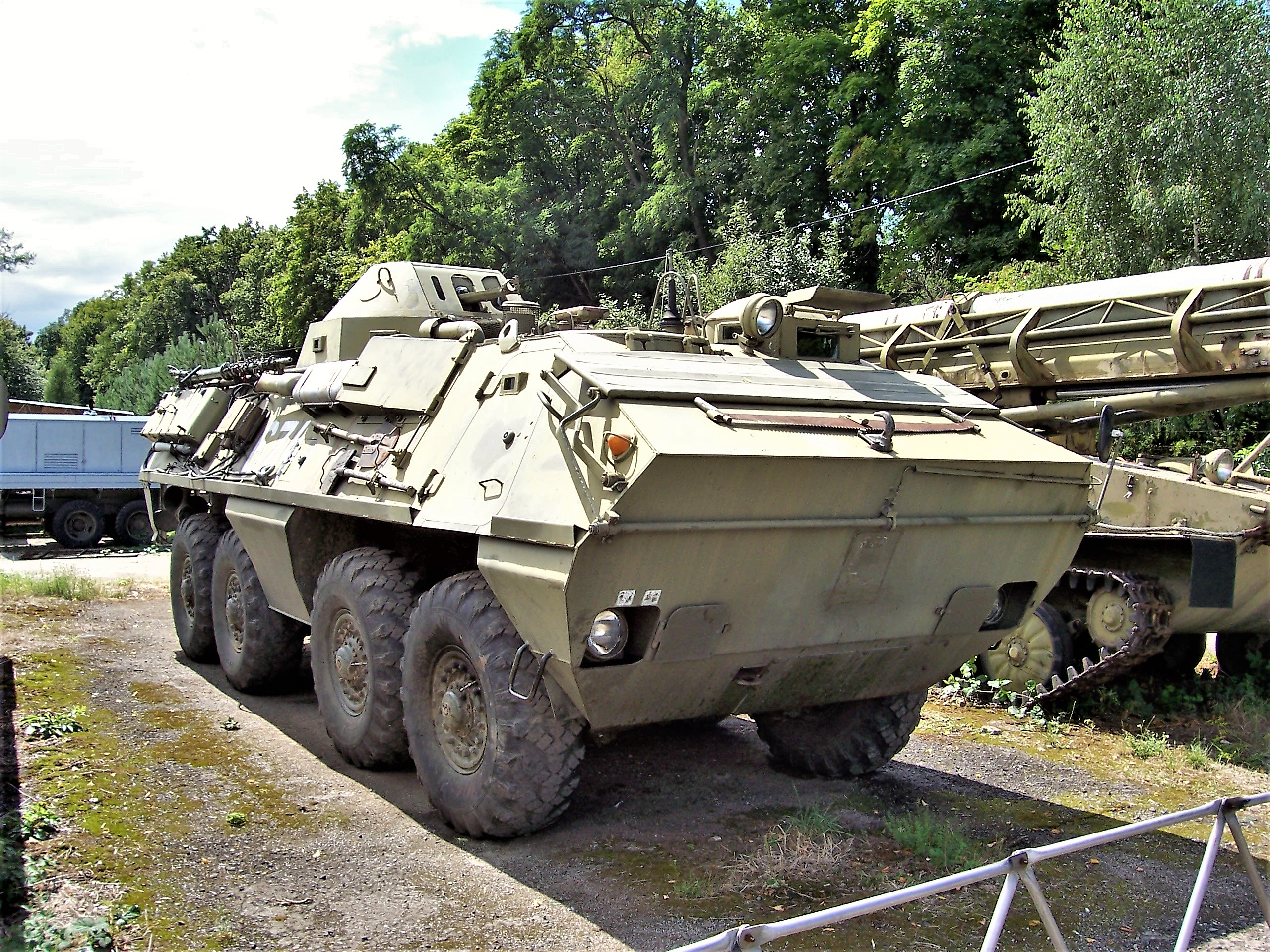
Obrněný transportér OT-64 SKOT

FSC (Polsky Fabryka Samochodów Ciężarowych) je automobilka založená roku 1950 v Polsku. První automobil byl vyroben 7. listopadu 1951. Továrna je postavena v Lublinu. Firma vyráběla obrněné transportéry OT-64 SKOT pro polskou a československou armádu.

## Modely
- GAZ-51 1951–1959
- Żuk 1958–1998
- Peugeot 405 1993–1995
- Lublin 1993–2007
- Daewoo Nexia 1995–1998
- Honker 1997–2007